# Мурад Герай (нурэддин)
Мура́д Гера́й (Гире́й) (крым. Murad Geray, مراد كراى‎; умер в 1591 году) — крымский нурэддин в 1584 году, сын крымского хана Мехмеда II Герая (1577—1584) и младший брат Саадета II Герая (хан в 1584).

## Биография
В 1584 году крымский хан Мехмед II Герай поднял мятеж против османского владычества, отказался участвовать в ирано-турецкой войне и осадил турецкую крепость Кафу. Османский султан Мурад III назначил новым крымским ханом Исляма II Герая, младшего брата Мехмеда II, и отправил его в Крым с большим турецким отрядом. Ислям Герай с янычарами высадился в Кафе, где к нему вскоре присоединись братья Алп Герай, Шакай Мубарек Герай и Селямет Герай. Крымская знать также признала власть Исляма II Герая. Свергнутый хан Мехмед II Герай вместе с семьей бежал из Крыма, надеясь найти убежище и поддержку в Малую Ногайскую орду. Однако в окрестностях Перекопа Мехмед Герай был настигнут и убит своим братом, калгой Алпом Гераем. Но его сыновья Саадет, Сафа и Мурад Гераи спаслись бегством и прибыли в ногайские улусы.
В том же 1584 году Саадет Герай с братьями Сафой и Мурадом Гераями, собрав 15-тысячное ногайское войско, предпринял поход против своего дяди, крымского хана Исляма II Герая. Саадет Герай вступил в Крым и захватил Бахчисарай, где провозгласил себя новым крымским ханом. Он назначил своих братьев Сафу Герая и Мурада Герая калгой и нурэддином. Прежний хан Ислям II Герай бежал в Кафу, откуда обратился за помощью в Стамбул. Османский султан Мурад III отправил к нему на помощь три тысячи янычар. Ислям Герай и Алп Герай с турецким войском выступили в поход против своих племянников, которые были разбиты в битве в долине реки Индол. Саадет Герай с братьями вынужден был отступить из Крыма в ногайские улусы. В следующем 1585 году Саадет Герай во главе ногайского войска предпринял второй поход на Крым, но был остановлен и отражен калгой Алпом Гераем. Саадет Герай, лишившись поддержки Малой Ногайской орды, отправился в Кумыкию, во владения шамхала тарковского, а его братья Сафа Герай и Мурад Герай — в Черкессию и Астрахань. Воевода астраханский князь Федор Михайлович Лобанов-Ростовский отправил царевича Мурада в Москву.
Весной 1586 года царевич Мурад Герай прибыл в Москву, где был принят с большими почестями царем Федором Ивановичем (1584—1598). Русское правительство решило использовать Мурада Герая в качестве возможного претендента на крымский ханский престол. В русской столице крымский царевич Мурад был представлен польско-литовскому послу Михаилу Гарабурде. 21 июня Мурад «ел» у царя с боярами князем Ф. И. Мстиславским, Б. Ф. Годуновым, Ф. Н. Юрьевым, И. В. Сицким и окольничим И. М. Бутурлиным. Мурад Герай за себя и своих братьев Саадета и Сафу принес присягу на верность московскому царю. Федор Иоаннович разрешил Мураду проживать в Астрахани, а его братья Саадет и Сафа Гераи получили разрешение поселиться в Большой Ногайской орде и кочевать вместе с ногайцами под Астраханью. 18 июля Мураду Гераю было объявлено об отпуске в Астрахань. Царское правительство обещало оказать ему военную помощь в борьбе за ханский престол в Крыму.
Разрядная книга 1475—1605 годов сообщает: «Того же года июля в 18 день отпустил государь крымского царевича Мурат Кирея Магмкет Киреевича в Астрахань, а из Астрахани итти ему промышлять над Крымом, в взем Крым, сести ему в Крыму царем, а служити ему царю и великому князю Федору Ивановичу всея Русии», да с ним послал госдуарь думново дворянина и воеводу Романа Михайловича Пивова и да Михаила Ивановича сына Бурцова".
«Новый летописец» после сведений о приезде царевича Мурада Герая в Москву сообщал, что «Царь же Федор его пожаловал великим жалованием и посла его на царство Астраханское, а с ним послал воевод своих князя Федора Михайловича Троекурова и Ивана Михайловича Пушкина».
8 сентября 1586 года Мурад Герай в сопровождении двух русских воевод отбыл из Москвы и по Волге отправился в Астрахань. 15 октября царевич торжественно вступил в Астрахань и был поселен в специально приготовленном для него дворе. Русский гарнизон встретил его артиллерийским салютом. «Войско стояло в ружье; в крепости и в пристани гремели пушки, били в набаты и в бубны, играли в трубы и в сурны».
В Астрахани Мурад Герай начал вести дипломатические переговоры с мурзами Больших и Малых ногаев, с крымскими беями, противниками хана Исляма II Герая, с многочисленными кавказскими владетелями. Несмотря на внешний блеск своего положения, Мурад Герай находился под постоянным надзором астраханского воеводы князя Ф. М. Лобанова и приставленных к нему воевод Р. М. Пивова и М. И. Бурцова. Все приемы Мурадом Гераем ногайских мурз, все переговоры с ними, вопросы об их награждении, выезды его за пределы города, даже посещение им мечети происходили в присутствии, в сопровождении и с разрешения Пивова и Бурцова. Бий Ногайской Орды Урус вынужден был со своими подданными перейти в подданство к русскому царю и отправил заложников в Астрахань. Осенью 1586 года Мурад Герай пригласил своих братьев Саадета Герая и Сафу Герая приехать к нему в Астрахань. Саадет прибыл из Кумыкии в Астрахань, а его брат Сафа продолжал кочевать в Черкессии и Малой Ногайской орде, отказываясь от тесных контактов с московским правительством.
В конце 1586 — начале 1587 года Мурад Герай, сопровождаемый свитой и русскими стрельцами, отправился из Астрахани в Кумыкию, чтобы жениться на дочери шамхала тарковского. Своим заместителем в Астрахани Мурад оставил старшего брата Саадета Герая. В начале 1587 года Мурад Герай вернулся из Дагестана в Астрахань, не женившись и не убедив тарковского шамхала перейти в русское подданство. Осенью того же 1587 года в Астрахани внезапно скончался Саадет Герай. Ертуган, вдова Саадета, вторично вышла замуж за Мурада Герая.
В апреле 1588 года после смерти крымского хана Исляма II Герая османский султан Мурад III назначил новым ханом его брата Газы II Герая (1588—1607). Гази II, утвердившись на ханском престоле в Бахчисарае, отправил послания к царевичам Мураду и Сафе Гераю, многим татарским князьям и мурзам, бежавшим ранее из Крыма, предлагая им вернуться обратно. В мае 1588 года Сафа Герай с большой группой татарских и ногайских князей прибыл в Бахчисарай, где был назначен новым нурэддином. В июне 1588 года на тайной встрече с русским посланцем И. Судаковым-Мясным нурэддин Сафа Герай попросил отпустить его брата Мурада Герая из Астрахани в Крым, где новый хан Газы II Герай обещал назначить его калгой. В августе и декабре 1588 года Газы II отправлял свои посольства в Москву, прося отпустить Мурада Герая из Астрахани в Крым. Московское правительство заявило, что оно не держит Мурада Герая в Астрахани и предоставляет ему на выбор, оставаться ли ему в Астрахани или вернуться в Крым.
В феврале 1589 года по распоряжению царского правительства Мурад Герай совершил вторую поездку в столицу Русского государства. Сопровождаемый женой, пасынком Кумык Гераем и большой делегацией, он прибыл в Москву, где был встречен видными членами боярской думы. Вначале его встречали казначей Иван Васильевич Траханиотов, думный дворянин Михаил Андреевич Безнин, а затем бояре князь Т. Р. Трубецкой, князь Ф. Д. Шастунов и окольничий Иван Михайлович Бутурлин. Крымский гонец Казан Ага, находившийся в то время в русской столице, получил разрешение встретиться с Мурадом Гераем и сопровождать его в Астрахань.
Весной 1589 года Мурад Герай был отпущен из Москвы в Астрахань. Ему было разрешено вести сношения с новым ханом Газы II Гераем и послать в Крым своего человека «для вестей». Летом и осенью Газы II отправил два посольства в Москву, прося царское правительство отпустить своего племянника Мурада Герая из Астрахани в Крым. В ноябре на царской аудиенции крымский посол Аллаш Богатыр от имени хана попросил отпустить царевича на родину, заявив что сам Мурад Герай желает вернуться в Крым и писал об этом своему дяде.
Летом 1590 года Мурад Герай в третий раз посетил Москву. 13 июня он был принят самим царём в Грановитой палате. На аудиенции присутствовали влиятельные царские вельможи, боярин Богдан Юрьевич Сабуров и окольничий князь Федор Иванович Хворостинин, боярин князь Никита Романович Трубецкой и боярин князь Дмитрий Иванович Хворостинин. 21 июля Мурад Герай вместе с пасынком и женой был отпущен из столицы а Астрахань, куда его сопровождали царские воеводы и служилые люди.
Весной 1591 года Мурад Герай вместе со своим пасынком и племянником Кумыком Гераем внезапно скончался в Астрахани. Русские летописи обвиняют в их смерти крымцев, подославших к ним людей с отравой. Крымцы со своей стороны обвиняли в том же русское правительство.